# Los ríos de Alice
Los ríos de Alice es la primera banda sonora del grupo español de música indie Vetusta Morla, banda sonora del videojuego del mismo nombre, diseñado y creado a partir de sus canciones; y que incluye ocho temas exclusivos.

## Lista de canciones
1. Los ríos de Alice
2. Juego de espejos
3. Nichos de luciérnagas
4. Marea baja
5. A lomos de un volcán
6. La atalaya de los buitres
7. Sala de máquinas
8. Un lazo en el ventilador
9. Trastos viejos
10. Reflejos
11. Viene hacia aquí
12. Alice y el gigante
13. Nana insomne
14. Los buenos